# Stefan Larsson
Stefan Larsson (Storfors, 21 januari 1983) is een voormalig Zweeds voetballer. Hij begon zijn carrière als linksback, maar werd ook geregeld ingezet als aanvaller. Larsson moest het vooral hebben van zijn snelheid en zijn passend vermogen. Sinds 2024 is hij hoofdtrainer van Kalmar FF.

## Clubcarrière
Larsson begon zijn carrière in zijn geboorteplaats bij Storfors FF. In het seizoen 2005-2006 werd hij door Degerfors IF overgenomen. Voor de club die uitkwam in de Superettan speelde Larsson 59 wedstrijden, zonder te scoren. Desalniettemin maakte de verdediger indruk en na twee seizoenen meldde Kalmar FF zich voor Larsson. Bij die club behaalde de Zweed de grootste successen uit zijn carrière. In 2007 legde hij met Kalmar beslag op de Zweedse beker, een jaar later won de club voor het eerst in haar historie de landstitel. Ook won Larsson in 2009 met Kalmar de Super Cup.
De verdediger maakte namens Kalmar FF ook zijn Europese debuut. Larsson kwam in actie tijdens de Europa League-kwalificatieduels in de seizoenen 2007-2008 en 2010-2011. Daarnaast speelde hij in het seizoen 2009-2010 kwalificatieduels voor de Champions League. Larsson kwam tussen 2007 en 2011 tot 130 duels voor Kalmar FF. Daarin scoorde hij vijf keer.
In het seizoen 2012 tekende Larsson een contract bij Elfsborg IF, maar in twee seizoenen voor de club uit Borås kwam hij slechts tot 20 optredens. Wel werd hij in 2011 voor de tweede keer in zijn carrière landskampioen. De verdediger besloot in 2014 terug te keren naar Kalmar FF. Daar zette hij na afloop van het seizoen 2017 een punt achter zijn carrière.

## Trainerscarrière
Na zijn actieve carrière als speler richtte Larsson zich op het trainersvak. Hij begon als jeugdtrainer bij Kalmar FF. Sinds 2020 is het assistent-trainer van het eerste elftal. In de zomer van 2024 werd Larsson benoemd tot interim-hoofdtrainer van Kalmar FF. Dit vanwege het vertrek van Henrik Jensen naar Burnley. Enkele weken later maakte de club bekend dat Larsson het seizoen afmaakt als hoofdtrainer.

## Erelijst
- Landskampioen Zweden

2008, 2012
- Zweeds Bekerwinnaar

2007
- Zweedse Super Cup

2009